# Culver XPQ-15
Culver XPQ-15, còn gọi là XTD3C-1, là một loại bia bay của Hoa Kỳ, được Culver Aircraft Company phát triển cuối Chiến tranh thế giới II.

## Biến thể
XPQ-15
XTD3C-1

## Tính năng kỹ chiến thuật (XPQ-15)
Dữ liệu lấy từ Parsch 
- Động cơ: 1 × Franklin O-405 , 200 hp (150 kW)

Hiệu suất bay
- Vận tốc cực đại: 220 mph (354 km/h; 191 kn)